# 李傅
李傅（1471年—？），字希说，四川叙南卫人，官籍，明朝政治人物。

## 生平
弘治二年（1489年）己酉科四川鄉試第三十一名舉人。弘治十二年（1499年）中式己未科會試第二百七十一名，二甲第七十九名進士。正德五年（1510年）至十一年任湖广襄阳府知府。丁外艰歸，嘉靖四年（1525年）担任广东惠州府知府。后升廣東巡海副使，剿平海冦，吏部奏“天下卓异第一”。转贵州左参政，奉命抚勘宣慰事，署布政篆年余，致政归。

## 家族
曾祖李德，百户；祖李荣，千户；父李惠。前母尹氏；母陶氏。具庆下。兄俨、侃、偁、僖。